# Bathytroctes
Bathytroctes es un género de peces marinos de la familia de los alepocefálidos, distribuidos por las costas del océano Atlántico, océano Índico y océano Pacífico, en hábitat de aguas profundas.
Su nombre procede del griego bathys (profundo) + trokta (dulces para el postre) o bien troktos (comestible).

## Especies
Existen once especies consideradas válidas:
- Bathytroctes breviceps Sazonov, 1999
- Bathytroctes elegans Sazonov e Ivanov, 1979
- Bathytroctes inspector Garman, 1899
- Bathytroctes macrognathus Sazonov, 1999
- Bathytroctes macrolepis Günther, 1887
- Bathytroctes michaelsarsi Koefoed, 1927
- Bathytroctes microlepis Günther, 1878
- Bathytroctes oligolepis (Krefft, 1970)
- Bathytroctes pappenheimi (Fowler, 1934)
- Bathytroctes squamosus Alcock, 1890
- Bathytroctes zugmayeri Fowler, 1934